# Joschka Fischer

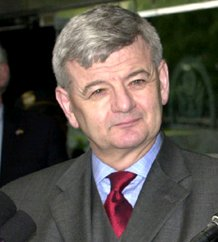
Joschka Fischer

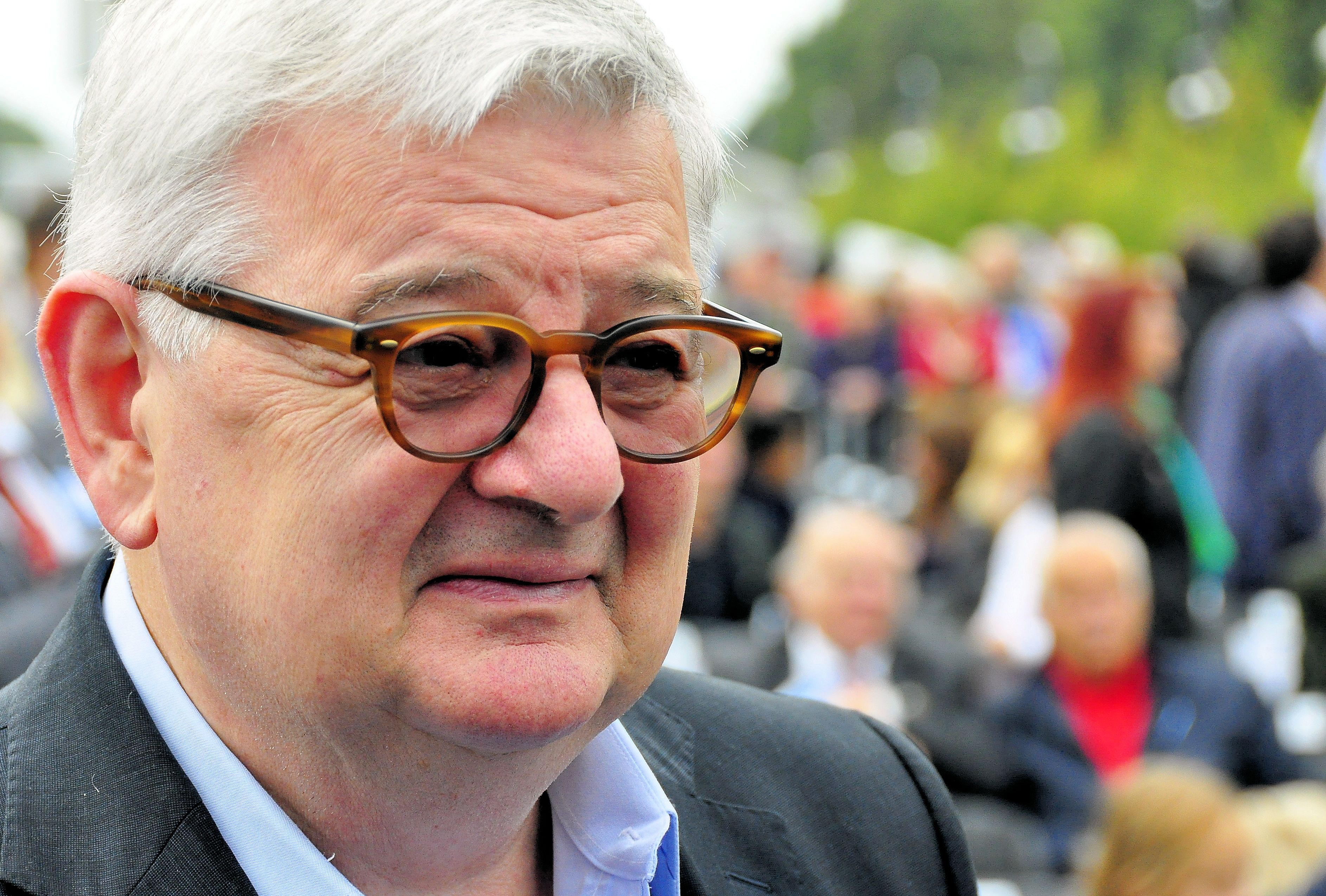
Joschka Fischer, 2014

Joschka Fischer (teljes nevén Joseph Martin Fischer; Gerabronn, 1948. április 12. –) német politikus, külügyminiszter (1998–2005).
Fischer a németországi Baden-Württemberg tartományban található Gerabronnban született, harmadik gyermekként. Apja hentes volt, akinek a családja több generáción keresztül Magyarországon, Budakeszin élt, mielőtt 1946-ban kitelepítették őket. Neve, a „Joschka” a József név magyar Jóska becézésének németesen írott formája.

## Magyarul megjelent művei
- Futva tértem magamhoz; ford. Liszkay Zoltán; Radnai, Bp., 2012

## Külső hivatkozások
- A Fischer által felvetett „nukleáris szuverenitáshoz” kapcsolódó cikksorozat